# Wolf Bauer (Filmproduzent)

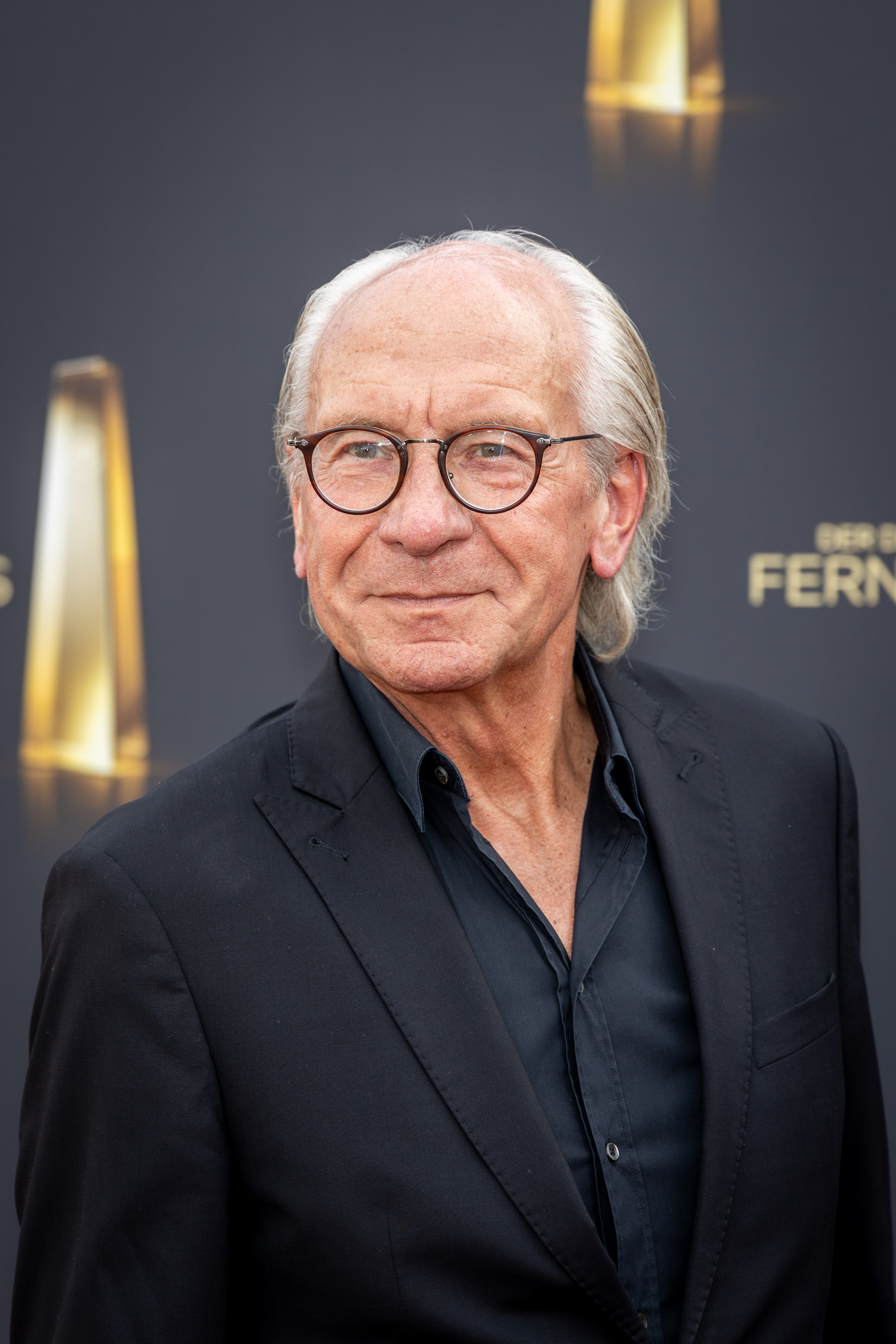
Wolf Bauer (2022)

Wolf Bauer (* 1950 in Stuttgart) ist ein deutscher Film- und Fernsehproduzent.

## Karriere
Wolf Bauer studierte Publizistik und Kunstgeschichte in München und Berlin. Er arbeitete ab 1976 zunächst als Autor von politischen Magazin-Beiträgen für die ZDF-Sendung Kennzeichen D. 1980 kam Wolf Bauer als Redakteur und Producer zur UFA Film- und Fernsehproduktion und ist seit 1991 Produzent und Vorsitzender der Geschäftsführung. Seit Gründung der FremantleMedia im Jahre 2000 ist er im Operating Board des Produktionsunternehmens. Die FremantleMedia ist der internationale Produktionsarm der RTL Group, zu dem auch die UFA gehört.
Als Chef der UFA gründete Wolf Bauer 1991 gemeinsam mit dem Australier Reginald Roy Grundy die Grundy UFA. 1998 gründete er mit Nico Hofmann und Ariane Krampe teamWorx, das sich mit der Produktion von Fernsehfilmen und Fictionprogramme etablierte. Zuletzt gründete er im Frühjahr 2008 gemeinsam mit Thomas Peter Friedl, Nico Hofmann und Jürgen Schuster die UFA Cinema, die er als Mitglied der Geschäftsführung und Produzent leitet.
Von 2001 bis 2007 war Wolf Bauer im Vorstand der film20 - Interessengemeinschaft Filmproduktion. Ebenfalls seit 2001 ist er Mitglied des Beirats Ost der Deutschen Bank sowie Vorsitzender des Beirates des Erich-Pommer-Institutes. Seit 2008 gehört Wolf Bauer dem Kuratorium der Bertelsmann Stiftung sowie dem Gesamtvorstand der Allianz Deutscher Produzenten – Film & Fernsehen an.
Vom 1. September 2015 bis zum 1. September 2017 teilte sich Wolf Bauer die Geschäftsführung der UFA GmbH mit Nico Hofmann.

## Wirken als Produzent
Wolf Bauer produzierte seit 1980 über 80 Fernsehfilme, darunter „Der Snob“ (ZDF, 1983, Regie: Wolfgang Staudte), „Das Haus am Watt“ (ZDF, 1989, Regie: Sigi Rothemund), „Katharina die Große“ (1994, ZDF, Regie: Marvin Chomsky) mit Catherine Zeta-Jones in der Titelrolle, „The Mall“ (1997, Regie: Norberto Barba) und Episoden so erfolgreicher Reihen wie „Ein unvergessliches Wochenende in…“ oder die Verfilmungen von Erzählungen Rosamunde Pilchers. Außerdem produzierte Wolf Bauer acht Spielfilme, darunter „Der Schnüffler“ (1982), „Didi – Der Doppelgänger“ (1983), „Didi und die Rache der Enterbten“ (1984), „Der Experte“ (1988).
Wolf Bauer ist für den Start von über 20 Serien produzentisch verantwortlich. Dazu gehören wöchentlichen Serien für öffentlich rechtliche Sender wie „Detektivbüro Roth“ (1983, WWF), „Der Untermieter“ (1983/1984, ZDF), „Berliner Weiße mit Schuß“ (1984, ZDF) und „Der Millionenerbe“ (1989, ZDF), beide mit Günter Pfitzmann, oder eine der ersten Sitcoms im deutschen Fernsehen „Die lieben Verwandten“ (1989, WDR) und die erste echte Weekly „Hinter Gittern – Der Frauenknast“ (1997, RTL). Aber auch tägliche Serien wie „Gute Zeiten, schlechte Zeiten“ (seit 1992, RTL), „Unter uns“ (seit 1994, RTL), „Verbotene Liebe“ (seit 1994, ARD) sowie die Telenovelas „Bianca – Wege zum Glück“ (2004, ZDF) und „Verliebt in Berlin“ (2005, Sat.1) entstanden unter seiner Führung.
Für UFA Cinema produziert Wolf Bauer „Der Medicus“, „Glennkill“ und „Vaterland“. Überdies tritt er auch als ausführender Produzent in Erscheinung.

## Filmografie (Auswahl)
- 1983: Der Schnüffler
- 1983: Didi – Der Doppelgänger
- 1984: Didi und die Rache der Enterbten
- 1984–1994: Berliner Weiße mit Schuß (Fernsehserie)
- 1986: Didi auf vollen Touren
- 1988: Der Experte
- 1988: Die Senkrechtstarter
- 1990: Bei mir liegen Sie richtig
- 1992–2001: Gute Zeiten, schlechte Zeiten (Fernsehserie)
- 1994: Unter uns (Fernsehserie)
- 1995: Nich’ mit Leo
- 1995–2003: Verbotene Liebe (Fernsehserie)
- 1995: Katharina die Große
- 1996: Alf – Der Film (Project: ALF, Fernsehfilm)
- 1997: Hinter Gittern – Der Frauenknast (Fernsehserie)
- 1997: Hostile Waters – Ein U-Boot-Thriller (Hostile Waters)
- 1997: Alle zusammen – jeder für sich (Fernsehserie)
- 1998: First Love – Die große Liebe (Fernsehreihe)
- 1998: The Mall – Flutkatastrophe im Shopping-Center (Terror in the Mall)
- 2010: Teufelskicker
- 2010: Hanni & Nanni
- 2011: Dschungelkind
- 2013: Der Medicus

## Auszeichnungen
- 2017: Verdienstorden des Landes Brandenburg